# Língua chuabo
O chuabo (em chuabo, EChuwabo), também escrito Chuwabo, Cuabo e Txuwabo, é uma  língua banta falada na região à volta da cidade de Quelimane, na província central da Zambézia, em Moçambique. É uma língua banta, da grande família nigero-congolesa e do grupo das línguas macuas.
O maindo, embora costumeiramente considerada uma língua separada, é próxima o suficiente para ser um dialeto de chuabo.

## Escrita
A língua usa uma forma do alfabeto latino que não apresenta as letras Q e X. Usam-se grupos consonantais como Ts, Dd, Dh, lr/rh, Mb, Nd, Ndd, Ng, Ñn’/Ñg Nj, Ny, Sh, tt/th/tth.
É uma língua tonal com 3 tons marcados por diacríticos : acento agudo para tom Alto, acento grave para tom Baixo e acento circunflexo para tom Descendente.

## Amostra de texto
weéŕlegé kááy’ ddo, weéŕlegé rápaás’ ulima munddááyéː, omwaalámó naámbêdde. nuúmwáalá náámbéddéː, waavedágáː áttú wíílá amwáámele naámbéedde. kádda mútt’ úuńdh’ óóńńla : “míyó kaddiḿvódhá waaméla”
Português
Era uma vez um homem. Ele cultivou seu campo e semeou milho. Quando semeava milho, procurava quem o protegesse (o campo) . Todo mundo que vem diz: "Não posso protegê-lo".